# Andrzej Rybicki (artysta)

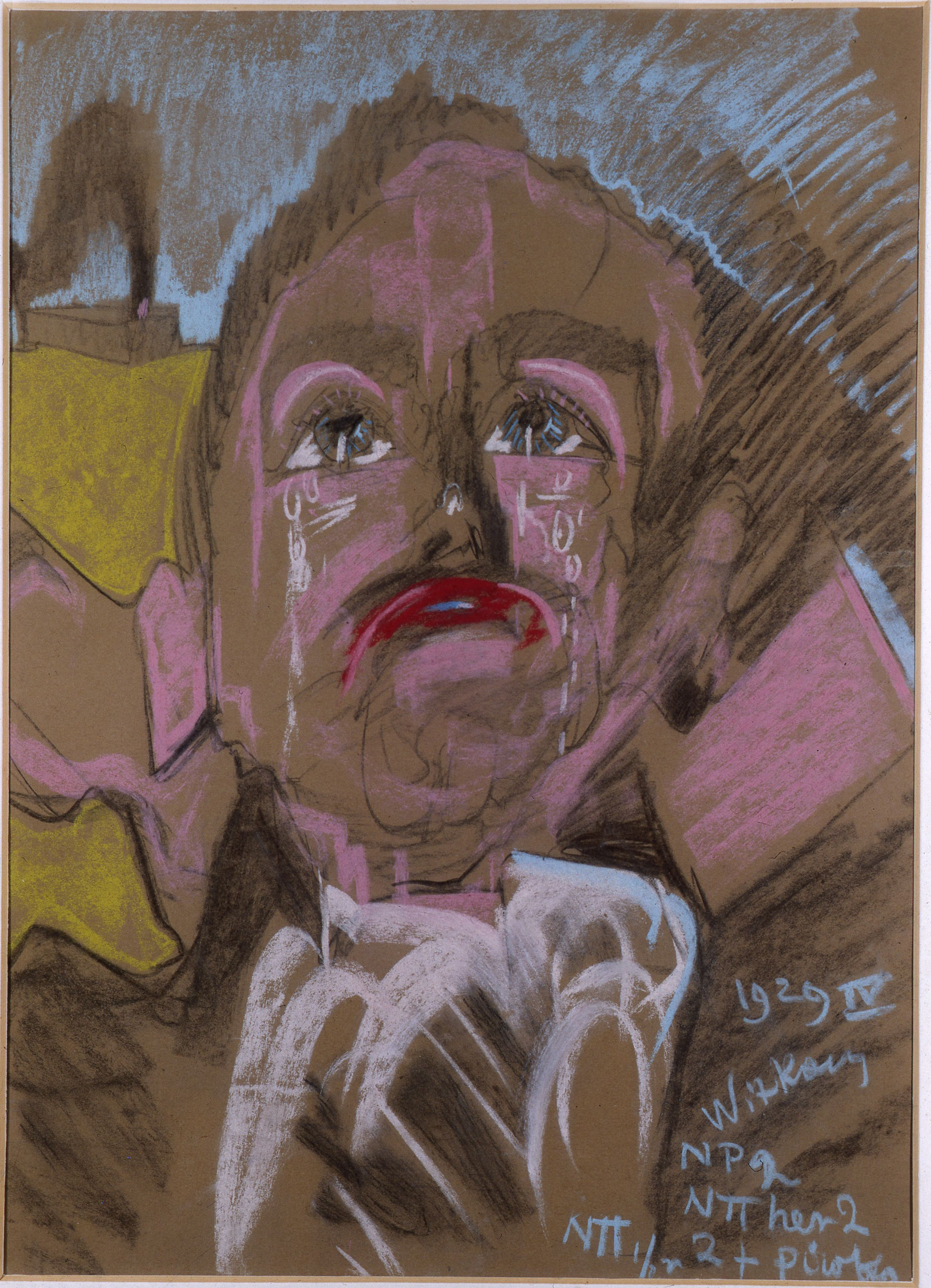
Portret Andrzeja Rybickiego narysowany przez Witkacego.

Andrzej Rybicki (ur. 31 marca 1897 we Lwowie, zm. 5 marca 1966 w Krakowie) – polski dramatopisarz, prozaik, poeta i tłumacz.

## Życiorys
Był jednym z trójki dzieci Tadeusza Rybickiego (sędziego, zm. 1938) i Zofii ze Smolków. W młodości miał problemy zdrowotne z móżdżkiem i (mimo leczenia) pozostawiły one ślad na całe jego życie. Od 1908 do 1914 uczył się w III Gimnazjum we Lwowie. Rodzina przeniosła się w czasie wojny do Wiednia i tam zdał maturę w 1915. Studia na Politechnice Lwowskiej przerwała mu I wojna światowa. Od 1918 do 1921 służył jako obserwator w lotnictwie. Naukę kontynuował na Uniwersytecie Jana Kazimierza (Wydział Filozoficzny), ale studiów nie ukończył. Pierwszy jego dramat wystawił Juliusz Osterwa w 1927 (Teatr Reduta w Wilnie). W 1928 jego Kostium arlekina grano w warszawskim Teatrze Nowym (reżyseria: Aleksander Zelwerowicz). Teofil Trzciński wystawił w 1928 jego Noc śnieżystą na deskach Teatru Wielkiego we Lwowie. Od 1929 do 1930 był we Włoszech, skąd pisał korespondencje dla lwowskiego Słowa Polskiego. W 1946 zamieszkał w Krakowie (Dom Pisarza). Często przebywał w Zakopanem.
Zmarł 5 marca 1966 w Krakowie. Został pochowany na cmentarzu Rakowickim w Krakowie.
Miał brata Pawła (socjologa, 1902–1988). Nie założył rodziny.

## Twórczość
Jego twórczość bardzo pozytywnie oceniali Tadeusz Boy-Żeleński i Stanisław Ignacy Witkiewicz. Cieszyła się ona dużym powodzeniem scenicznym przed wybuchem II wojny światowej. Bohaterami jego utworów (w dużej mierze nigdy nieopublikowanych) są często ludzie o patologicznej psychice dostrzegający w otaczającym ich świecie znacznie więcej niż osobnicy zdrowi. Pojmują oni świat w niezwykły i nieszablonowy sposób. 
Dzieła
- Kostium arlekina. Dzień dobry. Biała sowa, dramat, 1931,
- Katechizm wojenny, wiersze, 1942,
- Niewidzialny kamień, opowiadanie, 1948,
- tłumaczył m.in. dzieła Tomasza Manna i Franza Kafki, jego przekład z wersji niemieckojęzycznej Tragedii człowieka autorstwa Imre Madácha zaginął (nie został nigdy opublikowany)[1][2].